# Matthias Theodor Vogt
Matthias Theodor Vogt (Róma, 1959. május 5. –) német kultúrtörténész és zenetudós, a Pécsi Tudományegyetem tiszteletbeli professzora.
1997 óta a kultúrpolitika és a művelődéstörténet professzora a Zittau/Görlitz Főiskolán Hochschule Zittau/Görlitz, ahol a Management- und Kulturwissenschaften karon dolgozik. Vogt az Institut für kulturelle Infrastruktur Sachsen (IKS) alapítója és igazgatója. Vezető európai egyetemeken tanult színháztudományt, filozófiát, germanisztikát és zenetudományt. Az 1990-es évek óta vizsgálja Európa kulturális átalakulásának kérdéseit, valamint kultúrpolitikáját és kultúrgazdaságtanát. Vogt professzor írója és szerkesztője több mint száz, többek között Berlinben, Brüsszelben, Frankfurtban, New Yorkban, Oxfordban, Bécsben, Tokióban kiadott publikációnak, és számos, az UNESCO vezetése alá tartozó kultúrafejlesztési területen tevékenykedő szervezettel is együttműködik. Vogtot innovatív tevékenysége folytán ismerik Európában, különösen Németországban. A kultúra kiemelkedő animátoraként tartják számon, dolgozik a német kormánynak és a helyi hatóságoknak, továbbá világhírű egyetemek előadója.

## Életút és kutatói munka
Matthias Theodor Vogt Breisgauban nőtt fel, Freiburg közelében. Nagyapja Theodor Spira volt, akit kizártak a Königsbergi Egyetemről a nemzetiszocialisták (a nácik). Vogt 5 éves korában kezdett furulyázni. 1971-től Nikolaus Uhlenhutnál tanult csellózni a Baseli Zeneiskolában, majd Atis Teichmanisznál a Freiburgi Zeneművészeti Főiskolán, ahol Luigi Nono és Hans-Peter Haller vezetésével a zeneszerzésbe is belekóstolt.
Érettségi után Vogt színháztudományi, filozófiai, zenetudományi és germanisztikai tanulmányokat folytatott Európa különböző egyetemein: Münchenben (Ludwig-Maximilian-Universität), Aix-en-Provence-ban, Párizsban és Berlinben (Technische Universität). 1983-ban mester (MA) diplomát kapott a müncheni Ludwig-Maximilian-Universität-en. Témavezetői Klaus Lazarowicz és Susanne Vill voltak. 1988-ban a híres zenetudós, Carl Dahlhaus tanítványaként doktori fokozatot (PhD) szerzett a berlini Technische Universität-en. 2008-ban Dr. habil. fokozatot szerzett a Pécsi Tudományegyetemen, ahol 2012-ben címzetes egyetemi tanári címet nyert el.
A mesterdiplomáját követően olyan jelentős zenei eseményeken és intézményekben dolgozott, mint a Bécsi Állami Opera, a Salzburgi Fesztivál, a Teatro alla Scala di Milano, a Velencei Biennálé, a párizsi Théâtre du Châtelet, a moszkvai Állami Operett Színház, az orosz Nemzeti Színház és a római Aquario Romano. 1986 és 1989 között a rangos Bayreuth-i Fesztivál programkönyvét szerkesztette. Zenészként és zenetudósként a kortárs zene és a zene színházban és operában betöltött szerepe érdekli elsősorban. A Prometeo, Un Re in Ascolto, és a Samstag aus Licht világpremierjein együtt dolgozott Luigi Nonoval, Luciano Berioval és Karlheinz Stockhausennel.
Vogt 1983 óta tanít, négy nyelven előadóképes: angolul, németül, franciául és olaszul. Vendégprofesszorként Európa, Japán és az Egyesült Államok számos egyetemén tartott előadást. Életében a kultúra terjesztése és népszerűsítése játssza a főszerepet. Elismert szakemberként különböző szakmai rendezvényeket, konferenciákat szervez egyetemi hallgatóknak: például fiatal zenészek számára találkozót a tudományok ismert képviselőivel (International Art’s Sommerschool, Natur Trifft Musik, Synaxis Baltica).

## Kulturális tevékenységek
Vogt nevéhez fűződik annak a jogi normarendszernek, törvényi koncepciónak a kidolgozója, amely lehetővé tette Szászországban a kulturális kormányzat számára korábban terhes, nehezen kezelhető költségek szabályozását. Sächsisches Kulturraumgesetz (SächsKRG 20.01.1994). Az új törvény sokat javított és korszerűsített a német kulturális intézmények működésén és finanszírozásán, egy olyan irányvonalat jelölt ki ezen a területen, amelyet a Bundestag más tartományok számára is modellként javasol.
Tudósként Vogt Európa művelődés- és kultúrtörténetét kutatja, különös tekintettel a kulturális átalakulások és a kultúrpolitika kérdéseire. Érdeklődése főként a kultúrpolitika módszertani területeire irányul. Foglalkozik még a nemzeti kisebbségek, legfőképpen a lausitz-i szorb kisebbség problémáival, többek között az Europäisches Minderheiten Journal szerzője. E tevékenységek eredményeként 1997-ben, az UNESCO főigazgatójának Federico Mayor), védnöksége alatt, a Hochschule Zittau/Görlitz és az Institut für kulturelle Infrastruktur Sachsen (IKS) közös megbízásából kidolgozta egy új szak – a Kultur und Management / Kultúra és Menedzsment (BA / MA) – tantervét.) A tananyag célja a hallgatók bevezetése a kulturális tanulmányok és kultúragazdaságtan rejtelmeibe, különös tekintettel a közép-európai kérdésekre.
Az Institut für kulturelle Infrastruktur Sachsen-t (IKS) 1994-ben alapította Hans Joachim Meyer államminiszter és Vogt többéves közös és rendkívül sikeres minisztériumi munka után. 1999 óta az IKS központja a Görlitz közelében lévő Klingewalde kastélyban lett. Az intézet felügyelő bizottságában számos ismert személy foglal helyet, köztük Freya von Moltke, Yehudi Menuhin és Krzysztof Penderecki. A Tudományos Tanács elnökei Dieter Bringen, a damstadti Német Lengyel Intézet igazgatója, Jan Sokol prágai filozófus, és a Bécsben élő kulturökonómus, Peter Bendixen.
Vogt az 1990-es évektől fogva munkálkodik egy európai kulturális menedzsment hálózat kiépítésén, amely jelenleg német, lengyel, magyar, román, olasz, francia, cseh, litván, lett, spanyol, finn, orosz, svéd, szlovák, bolgár, grúz, mongol és japán egyetemeket és intézeteket foglal magába. 2012. május 28. és június 1. között Görlitzben konferenciát szerveztek a nemzetközi együttműködés 15. évfordulója alkalmából.
Vogt számos olyan európai partnerintézménnyel közös kutatási projekt megírásában vett részt, mint amilyen a Collegium Pontes Görlitz-Zgorzelec-Zhořelec. Jelenleg a „Brain Gain For Middle Size Cities” multinacionális kutatási projekten dolgozik. Vogt a Brückepreis elnöke. Ez a szervezet a kultúra nemzetközivé tételéért, a kulturális különbségek kiegyenlítéséért folytatott tevékenység kiemelkedő alakjait díjazza. A díjazottak között szerepel, többek között Freya von Moltke, Władysław Bartoszewski, Norman Davies, Fritz Stern és Tadeusz Malowiecki.

## Publikációk
Die Genese der Histoire du Soldat von Charles-Ferdinand Ramuz,
Igor Strawinsky und René Auberjonois. Bamberg 1989 [Dissertation an der Technischen Universität Berlin]. https://web.archive.org/web/20140112191133/http://kultur.org/vogt-histoire-du-soldat-einleitung
Das Gustav-Mahler-Fest Hamburg 1989. Bericht über den Internationalen Gustav-Mahler-Kongreß. Bärenreiter-Verlag Kassel, Basel, London, New York 1991. ISBN 3-7618-1015-6
Makroperspektivische Überlegungen zur Neuordnung der sächsischen Theater- und Orchesterlandschaft. Nemi 1992.
Kulturräume in Sachsen, eine Dokumentation. Mit einer photographischen Annäherung von Bertram Kober und dem Rechtsgutachten von Fritz Ossenbühl. Kulturelle Infrastruktur Band I, Universitätsverlag Leipzig, 1. Aufl. 1994, 2. erw. Aufl. 1996, 3. Aufl. 1997. ISBN 3-931922-04-9
Individuum versus Institution. Bericht über das Tannhäuser-Symposium Ustí nad Labem. Together with Udo Bermbach, Ulrich Müller. Kulturelle Infrastruktur Band VII. Leipzig 1996. ISBN 3-931922-25-1
Hans Joachim Meyer: Lehrlinge im eigenen Land. Reden über Kultur 1991 – 1996. Together with Reiner Zimmerman, Hartmut Häckel. Kulturelle Infrastruktur Dokumente Band I, Leipzig 1996. ISBN 3-931922-36-7
Die Zukunft unserer Zoos. Haltungs- und Marketingstrategien. Together with Hubert Lücker. Kulturelle Infrastruktur Band IV, Leipzig 1996. ISBN 3-931922-09-X
Kultur und Wirtschaft in Dresden. Together with Ulrich Blum, Stefan Müller. Kulturelle Infrastruktur Band VI. Leipzig 1997. ISBN 3-931922-20-0
Soziale Sicherheit von Berufsmusikern. Bericht über die Tagung Bad-Elster. Together with Hans Herdlein. Kulturelle Infrastruktur Band II, Leipzig 1997. ISBN 3-931922-12-X
Was soll ein Bundeskulturminister tun? Perspektiven der Kulturpolitik in Deutschland. Dresden 1998. https://web.archive.org/web/20160201175859/http://kultur.org/media/Vogt_1998a_Bundeskulturminister.pdf
Bürgerschaftliches Engagement im Kulturbereich. Bericht über die Tagungen Görlitz und Dresden. Together with Marc Fumaroli, Erwin Scheuch. Kulturelle Infrastruktur Band III. ISBN 3-931922-15-4
Kultur im ländlichen Raum. Das Beispiel Mittelsachsen. Kulturelle Infrastruktur Band VIII. Leipzig, 2000. ISBN 3-931922-21-9
ARCIWEB Art and Cultural Cities: New Employment Laboratories. Lokal Report Germany. Die Ergebnisse der Fallstudien in Dresden und Görlitz. Together with Marc Fumaroli, Erwin Scheuch, Karl-Siegbert Rehberg, Patrick Ostermann, Karen Voigt: Dresden, 2000.
Die Transformationsprozesse im Kulturbereich mittel- und ostmitteleuropäischer Städte im Hinblick auf das Dritte System. Ein Forschungsprojekt des Instituts für kulturelle Infrastruktur Sachsen, gefördert von der VolkswagenStiftung. Together with Karl-Siegbert Rehberg, Patrick Ostermann, Karen Voigt in Zusammenarbeit mit Kálmán Rubovszky, Debrecen, Grazyna Prawelska-Skrzypekt, Krakau, Jaroslav Borecký und Dr. Libor Prudký, Prag, Peteris Lakis, Riga. Görlitz 2000
Kulturen in Begegnung. Bericht über das Collegium Pontes Görlitz-Zgorzelec-Zhořelec 2003. Beihefte zum Orbis Linguarum, Band 33. Publikationen des Collegium Pontes. Together with Jan Sokol, Eugeniusz Tomiczek. Oficyna Wydawnicza ATUT Wrocław und Görlitz 2005. ISBN 83-7432-018-4
Der Beitrag der Kirchen und Religionsgemeinschaften zum kulturellen Leben in Deutschland. Gutachten des Instituts für kulturelle Infrastruktur Sachsen im Auftrag der Enquete-Kommission „Kultur in Deutschland“ des Deutschen Bundestages vorgelegt von Prof. Dr. Matthias Theodor Vogt, Görlitz. Publiziert im Anhang zu: Deutscher Bundestag (Hg.): Kultur in Deutschland. Schlußbericht der Enquete-Kommission des Deutschen Bundestages. Regensburg 2008 (auf CD). ISBN 978-3-932581-93-9. 
Bedingungen europäischer Solidarität. Schriften des Collegium Pontes I. Verlag Peter Lang, Frankfurt am Main etc. 2009. Together with Jan Sokol, Beate Ociepka, Detlef Pollack, Beata Mikołajczyk. ISBN 978-3-631-58030-1
Peripherie in der Mitte Europas. Schriften des Collegium Pontes II. Verlag Peter Lang, Frankfurt am Main etc. 2009. Together with Jan Sokol, Beate Ociepka, Detlef Pollack, Beata Mikołajczyk. 978-3-631-58031-8 k
Die Stärke der Schwäche. Schriften des Collegium Pontes III. Verlag Peter Lang, Frankfurt am Main etc. 2009. Together with Jan Sokol, Beate Ociepka, Detlef Pollack, Beata Mikołajczyk. ISBN 978-3-631-58032-5
Europäisierung im Alltag. Schriften des Collegium Pontes IV. Verlag Peter Lang, Frankfurt am Main etc. 2009. Together with Jan Sokol, Beate Ociepka, Detlef Pollack, Beata Mikołajczyk. ISBN 9783631580332
Der Fremde als Bereicherung. Schriften des Collegium Pontes. Band V. Together with Jan Sokol, Dieter Bingen, Jürgen Neyer, Albert Löhr. Verlag Peter Lang, Frankfurt etc. 2010 ISBN 978-3-631-60233-1
Minderheiten als Mehrwert. Schriften des Collegium Pontes, Band VI. Together with Jan Sokol, Dieter Bingen, Jürgen Neyer, Albert Löhr. Verlag Peter Lang Frankfurt am Main etc. 2010 ISBN 978-3-631-60239-3

## Linkek
• Institut für kulturelle Infrastrukture Sachsen: http://kultur.org/
• Interview with M. Th. Vogt (in Polish language): http://polskamuza.eu/wywiady_archiwum.php?id=563 Archiválva 2013. október 12-i dátummal a Wayback Machine-ben
• Report from the Cross the Borders conference (in Polish language): http://polskamuza.eu/wywiady_archiwum.php?id=591 Archiválva 2014. július 28-i dátummal a Wayback Machine-ben
• Collegium Pontes: http://kultur.org/cp/idee
• Synaxis Baltica: https://web.archive.org/web/20130721030530/http://synaxisbaltica.com/
• Musik trifft Nature project: http://kultur.org/veranstaltungen/aktuelles
• Selected scientific texts by M. Th. Vogt available online: https://archive.today/20121209095417/http://kultur.org/vogt-schriften-2
• Literatur by and on Matthias Theodor Vogt in the catalogue of the Deutsche Nationalbibliothek https://portal.dnb.de/opac.htm?query=vogt+matthias+theodor&method=simpleSearch